# NAS Parallel Benchmarks
NAS Parallel Benchmarks — набор тестов производительности нацеленных на проверку возможностей высокопараллельных суперкомпьютеров. Они были разработаны в начале 1990-х годов в рамках программы NASA Numerical Aerodynamic Simulation Program и поддерживаются в NASA Advanced Supercomputing (NAS) Division, расположенном в NASA Ames Research Center.

## История
Более ранние, чем NPB, пакеты тестовых программ, такие как Livermore loops, LINPACK Benchmark и NAS Kernel Benchmark Program, были ориентированны на векторные компьютеры. Многие из них быстро стали неадекватны, в том числе из-за ограничений, связанный с настройкой наведённого параллелизма, и недостаточного размера проблем, которые не соответствовали параллельным системам. Также плохо для них подходили и промышленные приложения, работающие в режиме оценки производительности, из-за большой стоимости портирования их на параллельную систему и невозможности автоматического их распараллеливания на большие системы.
Набор тестов NAS Parallel Benchmarks был разработан в 1991—1992 годах в NASA Ames. Целью создания пакета тестов стала возможность оценить производительность суперкомпьютеров за несколько часов. В пакет вошли вычислительные ядра, наиболее часто возникавшие при численном моделировании полёта космического аппарата при решении задач гидро- и аэродинамики.
Изначально создателями NPB был создан набор правил и рекомендаций для реализации тестов, задающая допустимые языки программирования, алгоритмы, размерности данных, ограничения на распараллеливание, организации ввода и вывода данных, замера времени и публикации результатов. В первой выпущенной версии, NPB 1, было определено 8 тестов (EP, MG, CG, FT, LU, SP, BT) и предоставлялись примеры реализации на Fortran 77.
Затем ими была написана публично доступная программная реализация, получившая версию 2.0 (1995—1996 годы). В версиях 2.3 (1997) и 2.4 (2002) пакет NPB был дополнен вариантом, распараллеленным с помощью стандарта MPI.
В версии NPB 3 были добавлены реализации с распараллеливанием OpenMP, а также на языках Java и High Performance Fortran.

## Тесты
В версии 3.3 пакет NPB 3.3 включает в себя 11 тестов.
| Тест | Полное название                                                         | Версия появления | Описание | Замечания |
| ---- | ----------------------------------------------------------------------- | ---------------- | --- | --- |
| MG   | MultiGrid — множественная сетка                                         | NPB 1            | Аппроксимация решения трёхмерного дискретного уравнения Пуассона при помощи V-циклового многосеточного метода | |
| CG   | Conjugate Gradient — сопряжённый градиент                               | NPB 1            | Приближение к наименьшему собственному значению большой разреженной симметричной положительно-определённой матрицы с использованием inverse iteration вместе с методом сопряжённых градиентов в качестве подпрограммы для решения СЛАУ | |
| FT   | Fast Fourier Transform — Быстрое преобразование Фурье                   | NPB 1            | Решение трёхмерного уравнения в частных производных при помощи Быстрого преобразования Фурье (FFT) | |
| IS   | Integer Sort — сортировка целых                                         | NPB 1            | Сортировка малых целых чисел при помощи карманной сортировки | |
| EP   | Embarrassingly Parallel — Чрезвычайно параллельный                      | NPB 1            | Генерация независимых нормально распределённых случайных величин при помощи en:Marsaglia polar method | |
| BT   | Block Tridiagonal                                                       | NPB 1            | Решает синтетическую систему нелинейных диф. уравнений в частных производных (3-мерная система уравнений Навье — Стокса для сжимаемой жидкости или газа), используя три алгоритма: блочная трёхдиагональная схема с методом переменных направлений (BT), скалярная пятидиагональная схема (SP) и метод симметричной последовательной верхней релаксации (алгоритм SSOR, задача LU). | - У теста BT есть подтип с большой интенсивностью ввода-вывода - Все три версии теста имеют мультизонные варианты |
| SP   | Scalar Pentadiagonal — Скалярный пентадиагональный                      | NPB 1            | Решает синтетическую систему нелинейных диф. уравнений в частных производных (3-мерная система уравнений Навье — Стокса для сжимаемой жидкости или газа), используя три алгоритма: блочная трёхдиагональная схема с методом переменных направлений (BT), скалярная пятидиагональная схема (SP) и метод симметричной последовательной верхней релаксации (алгоритм SSOR, задача LU). | - У теста BT есть подтип с большой интенсивностью ввода-вывода - Все три версии теста имеют мультизонные варианты |
| LU   | Lower-Upper разложение при помощи симметричного метода Гаусса — Зейделя | NPB 1            | Решает синтетическую систему нелинейных диф. уравнений в частных производных (3-мерная система уравнений Навье — Стокса для сжимаемой жидкости или газа), используя три алгоритма: блочная трёхдиагональная схема с методом переменных направлений (BT), скалярная пятидиагональная схема (SP) и метод симметричной последовательной верхней релаксации (алгоритм SSOR, задача LU). | - У теста BT есть подтип с большой интенсивностью ввода-вывода - Все три версии теста имеют мультизонные варианты |
| UA   | Unstructured Adaptive — Неструктурированный адаптивный                  | NPB 3.1          | Решение уравнения теплопроводности с учётом диффузии и конвекции в кубе. Источник тепла подвижен, сетка нерегулярна и меняется каждые 5 шагов. | Используется 3D Mortar method                                                                                     |
| DC   | Data Cube operator — оператор «куб данных»                              | NPB 3.1          | | |
| DT   | Data Traffic — трафик данных                                            | NPB 3.2          | Симуляция обменов данными между узлами-источниками, узлами-обработчиками и узлами-потребителями | Только MPI-версия                                                                                                 |